# Мирний Путь
Ми́рний Путь (рос. Мирный Путь) — селище у складі Оренбурзького району Оренбурзької області, Росія.

## Населення
Населення — 179 осіб (2010; 253 у 2002).
Національний склад (станом на 2002 рік):
- казахи — 92 %